# 榊原由依
榊原由依（日语：／ Sakakibara Yui，1978年10月13日—），出生於兵庫縣日本女性配音員及創作歌手。目前隸屬於LOVE×TRAX。暱稱，自稱「永遠十九歲」。血液為O型。身高162cm。

## 人物
- 工作以歌手與配音為主，也做過許多其他的如作詞作曲、舞蹈編輯及指導等等的活動。在成人遊戲中的配音及歌唱相當多，最近也進入動畫的領域。聲音的領域很廣，從少女、同學到姐系角色，廣幅度地飾演各種角色。
- 與栗林美奈實、成瀨未亞同為少數在十八禁遊戲作品沒有使用其他藝名，直接用本藝名的女性聲優。
- 在Live或PV中與伴舞者一起展現困難而激烈的舞蹈，而有著「希望也能期待視覺上的效果」的留言。
- 因為不看樂譜、光聽節奏就能唱歌的關係，被認為音感相當地好。
- 由於不會演奏樂器，因此似乎是以哼歌的方式在作曲。
- 以不攝取碳水化合物的方式所開始的減肥，但用「no pan」（ノーパン）[注 2]來表達「不吃麵包」的意思而造成周圍人們的騷動。
- 遊戲《四娘物語》（よつのは）中的角色，雖然是使用關西腔的角色，但因為其獨特的抑揚頓挫的語氣而又被稱為「腔」。
- 在《超級機器人大戰α》中以的名義演出主角群其中之一的蕾歐娜（レオナ）。之後，在《超級機器人大戰OG ORIGINAL GENERATIONS》中再登場時，解釋了其實「α」中蕾歐娜的聲音，是直接把試演會中所錄到的聲音在遊戲中使用，本人也在等待正式錄音之時遊戲就已經發售因此感到相當驚訝的樣子。
- 曾經在《NHK紅白歌合戰》等活動做過伴舞者，雖然做過很多工作，但是卻沒有上過舞蹈及聲優的專門學校，都是自學至今。
- 2007年4月1日的愚人節，一方面在自己的網頁日記裡寫上「要結婚了」，另一方面又在web廣播中說「今天的廣播是最後一次了」，震撼廣大支持者。
- 在的NG VOICE集裡有著最多的NG，在收錄的時候似乎相當辛苦的樣子。
- ENIX ANIME大賞聲優部門，以受賞者的其中一人登場（以名義），同期還有野川櫻、今井麻美等人。
- 2008年8月在虎之穴秋葉原本店實施的問卷調查中排名第六。
- VOICEROID语音合成引擎声色库“琴叶茜、葵”的声样提供者。
- 1996年出道以来出生年非公开，网络上情报猜测为1980年出生，本人在2021年10月12日的生日的前一天在个人推特上发推文表示：网络流传的情报有误，并不是41岁而是43岁[1]。

## 出演作品
※粗體字為主要角色

### 電視動畫
1999年
- トラブルチョコレート（女学生）

2006年
- 少女愛上姐姐（梶浦緋紗子）
- 超級機器人大戰OG -Divine Wars-（蕾歐娜·加修坦）
- Happiness!（神坂春姬）

2007年
- PRISM ARK（普莉西亚）

2008年
- H2O -FOOTPRINTS IN THE SAND-（八雲濱路）
- Chaos;Head（岸本綾濑）

2009年
- 貓願三角戀（熊猫）

2012年
- 戀愛與選舉與巧克力（有明美繪瑠）

2014年
- SONIANI -SUPER SONICO THE ANIMATION-（富士見惠那）
- 星刻龍騎士（娜比）

2017年
- Dies irae（瑪莉）

### OVA
2003年
- 内衣战士 玫瑰蝴蝶（シスター･プチラー）

2007年
- [注 3]（蓬莱山辉夜）

2008年
- （早坂羽未）
- 四娘物语（猫宫诺诺）

2010年
- （松风梅左门）

### 遊戲
- H2O+（八雲濱路）
- CHAOS;HEAD系列（岸本綾濑）
  - CHAOS;HEAD
  - CHAOS;HEAD NOAH
  - CHAOS;HEAD
- （神邨白音）
- 九龍妖魔學園紀（響五葉、真夕子）
- 雙櫻奇緣～綺麗春日～（立花來實）
- 超級機器人大戰系列（蕾歐娜·加修坦）
  - 超級機器人大戰α
  - 超級機器人大戰α for Dreamcast
  - 超級機器人大戰OG ORIGINAL GENERATIONS
  - 超級機器人大戰OG外傳
- 百合二重奏（宫藤神乐）
- （橘夏樹）
- 天神亂漫 Happy Go Lucky!!（淺蔥虎太郎）
- 東京魔人學園外法帖 血風錄（フレイヤ）
- Happiness!（神坂春姬）
- Happiness! Re:Lucks（神坂春姬）
- 風雲 幕末傳（幾松）
- PRISM ARK -AWAKE-（普莉西亚）
- 公主聯盟（霧繪）
- 四娘物語 〜A Journey Of Sincerity〜（猫宫诺诺）
- Stella Glow（サクヤ）
- Nitro+ Blasterz -Heroines Infinite Duel-（愛原奈都美）
- 戀愛0公里 Portable、戀愛0公里 V（矢崎本田）
- 碧藍航線 (オーロラ)

### 成人遊戲
1999年
- （菅平柚子）

2000年
- （新橋梨奈）

2001年
- （双葉由宇美）

2002年
- （大館曉子）
- "Hello, world."（愛原奈都美）

2003年
- to...（小笠原美帆）
- Blaze of Destiny（蕾娜）

2004年
- （御影仁菜）
- 鈴菜日記（倉木鈴菜）

2005年
- （近江千冬）
- Gift（木之坂霧乃）
- （水木若菜）
- （桃野由紀）
- Happiness!（神坂春姬[2]）

2006年
- H2O -FOOTPRINTS IN THE SAND-（八雲濱路）
- （猫宮 诺诺）
- 御宅一直線（福山美月）
- 初恋撫子（倭真空）
- Happiness! Relucks（神坂春姫）
- 春戀＊少女（早坂羽未）
- Braban! -The bonds of melody-（中ノ島妙）
- PRISM ARK（普莉西亚）
- 四娘物語（猫宮诺诺）

2007年
- （紫凤香织）
- E×E（上御靈圓）
- （巳堂羽織）
- 時間跳躍（步）
- Dies irae -Also sprach Zarathustra-（玛莉）
- （逢振加愛）
- （羽住恋鳥）
- （神森櫻乃、木花）
- Figurehead（エオリア）
- √after and another（八雲濱路）

2008年
- 曉之護衛（二階堂彩）
- 曉之護衛〜主角們的休息日〜（二階堂彩）
- 朝凪的海中散步者（朝凪深緒[3]）
- （名凪星華）
- STAR MINE GIRL（日下部雨火）
- （椎恋）
- 歡迎來到Pia Carrot!!G.P.（紗東陽菜）
- （姬名森乃亞）

2009年
- （星野杏奈[4]）
- 雙櫻奇緣（高田先生）
- Signal Heart（[5]）
- STAR MINE GIRL SPECIAL（日下部雨火）
- （城乃崎七星）
- 77 ～And, two stars meet again～（くぅ）
- Tiara（クレア・ドルナー）
- 天神亂漫 -LUCKY or UNLUCKY!?-（淺蔥虎太郎）
- （近藤弓枝）
- 時間跳躍天堂（步）
- MEMORIA（ユウキ、ハンクス）
- DAISOUNAN（夏目ミコト）

2010年
- （鷹森日未子[6]）
- 曉之護衛〜重罪末世論〜（二階堂彩）
- 處女愛上姊姊 2人的艾露達（哘雅楽乃）
- 仰望青空的龍少女（敏特）
- （御巫伊吹）
- （御巫伊吹）
- 戀愛與選舉與巧克力（有明 美繪瑠）

2011年
- 戀愛0公里（矢崎本田）
- （ミント）
- （ライム）
- （麻倉可憐）
- （千々輪ありす）
- LOVELY×CATION（七澤由仁）
- （柿崎静流[7]）

2012年
- Dies irae 〜Amantes amentes〜（マリィ）
- （ライム[8]）
- （チュチュ・アストラム、仲内知由）
- Chaos Labyrinth（ミリア、シャルロッテ、エレナ）
- （メル カーライル）
- Zero Infinity -Devil of Maxwell-（エリザベータ・イシュトヴァーン）
- （徳河吉音）
- （結城優希）
- （名凪星華）

2013年
- 雙櫻奇緣FESTIVAL！（立花來實）
- BRAVA!!（雪乃雫）
- 逃避行GAME（珠那霸戀奈）
- （愛[9]）
- 戦刃乙女（ミヤビ、エリザベス）

2014年
- 夏戀High Pressure（七瀨月）
- （米歇露）
- （星井なつみ）
- Happiness!Emotion（神坂春姬）
- 春風Sensation（宮月春香）
- （プリム＝プリーシス）

2015年
- （星見祭）
- 妄想Complete（神撫美愛）
- （帝堂雪華）
- PENDULUM（村雨真琴）
- IZUMO4（高遠穗波）
- （太史慈）
- （スー）
- （第六天魔王、織田信長、雑賀孫一）
- 战国的神刃姬（上杉謙信、島津義弘）

2016年
- -ULTRA ORANGE-（結月未来、香織先生）
- （帝堂雪華）
- （紗東陽菜）
- （太史慈）
- （太史慈）
- （多多良真奈美）
- （瑞枝紅葉）
- LAMUNATION!（蕾拉）

2017年
- （美川亞麻音）
- （フレイア）
- 茜色的境界線（巴）
- （帝堂雪華）
- 戀愛教室（麻雛史黛拉）
- 真・戀姬†夢想-革命- 蒼天的霸王（太史慈）
- （甘塚恵実）

2018年
- 戀活！（姬川舞）
- 真・戀姬†夢想-革命- 孫吳的血脈（太史慈）
- （ミホ）

2019年
- Happiness!2 Sakura Celebration（姬川花戀）
- （込谷燐）
- 真・戀姬†夢想-革命- 劉旗的大望（太史慈）
- （ルパン）
- （ユキ）
- （サビーネ）

## 音樂唱片

### 單曲
- jewlery days - 2004年8月27日

c/w：Love×2♪song
遊戲「August Fan BOX」OP主題曲＆廣播主題曲
- - 2005年8月29日

c/w：
遊戲OP&ED主題曲
- Eternal Destiny - 2005年9月30日

c/w：Love☆Emergency
遊戲「更勝夜明前的琉璃色」OP主題曲＆廣播主題曲
- Imitation - 2006年4月14日

c/w：feel
遊戲「Imitation Lover」OP&ED主題曲
- - 2006年10月25日

c/w：
動畫「Happiness!」ED主題曲＆遊戲「Happiness! De:Lucks」OP主題曲
- Again - 2006年10月25日

c/w：Beautiful day
動畫「少女愛上姐姐」插入曲＆ED主題曲
- Far Away - 2007年4月6日

c/w：
- - 2007年10月24日
- SHINING STAR - 2007年10月25日
- - 2008年2月29日
- - 2008年4月23日

c/w：Sweet Time
- - 2008年7月23日
- Try Real! - 2008年10月29日
- Love Island - 2008年12月24日

c/w：chance
- KoIGoRoMo/Eternal Snow - 2009年3月25日
- Marionette - 2009年4月17日
- Déjà vu/Silky Rain - 2009年10月7日
- - 2009年10月21日

c/w：Cross the Rainbow
- Happy⇔Lucky X'mas♪ - 2009年12月18日

c/w：I remembers
- - 2014年5月14日

c/w：
電視動畫「星刻龍騎士」OP主題曲

### 專輯
- yuithm - 2006年1月27日
- HONEY - 2006年9月22日
- princess - 2007年9月21日

1. princess
2. Chu×Chu!!（OP）
3. I will…!（OP）
4. Just I wish（插入歌）
5. （OP）
6. VOYAGEURS〜ヴォワヤジャー（印象曲）
7. （OP）
8. SINCLAIR（OP曲）
9. core（插入歌）
10. SHOOTING STAR（2ndOP）
11. Trust in me（《E×E》OP曲）
12. Eternal Destiny（OP）
13. LOVEclick☆（3rdアルバムオリジナル・LOVE×れでぃお新テーマソング）
14. dreaming（主題曲）

- JOKER - 2008年9月10日

1. Love Game
2. JOKER
3. Einsatz
4. Believe
5. Happy Leap（OP）
6. Over the Light（插入歌）
7. Together（《曉之護衛》OP）
8. （OP）
9. Till I can see you again（ED）
10. Get Love Power（OP）
11. Aqua Voice（OP）
12. Ready Go!!（OP）
13. Imitation（《Imitation Lover》OP）
14. Girl meets Boy（イメージソング）
15. message!

- LOVE×singles - 2009年7月3日

1. Jewelry days
2. Love×2♪song
3. Eternal Destiny
4. Love☆Emergency
5. Imitation
6. feel
7. Jewelry days（Instrumental）
8. Love×2♪song（Instrumental）
9. （Instrumental）
10. （Instrumental）
11. Eternal Destiny（Instrumental）
12. Love☆Emergency（Instrumental）
13. Imitation（Instrumental）
14. feel（Instrumental）

- Yeeeeell! - 2009年8月26日

1. Yeeeeell!
2. It's show time
3. ACTION!
4. warmth
5. Eternal Ring
6. Festivity
7. Try Real!
8. selfish
9. -End in childhood-
10. (2009mix)

- EVERGREEN - 2009年11月26日

1. Aqua Voice

- You♡I - 2010年2月3日

1. LOOP
2. Silky Rain
3. Distance
4. RISE
5. Déjà vu
6. Eternal Snow
7. You I - we will be together

- BLOODY TUNE - 2010年8月25日

- [LOVE×Quartet 2010]- 2010年12月24日

1. Again (Quartet Ver.)
2. (Quartet Ver.)
3. (Quartet Ver.)
4. Again (violin Ver.)
5. (violin Ver.)
6. (violin Ver.)
7. Again (Quartet Instrumental)
8. (Quartet Instrumental)
9. (Quartet Instrumental)

### DVD
2007年4月29日（DreamParty大阪2007先行販售），2007年6月1日正式販售
收錄2006年10月8日的Birthday Live。
但因為某些原因，在Live中唱的倒數第二首「奇跡之絆」被剪掉了。
2008年5月30日販售
- LOVE×clips 01

2009年2月27日販售
- HAPPY☆LOVE×ライブ2008

2009年4月30日販售

## 外部連結
- LOVE×TRAX Archive.today的存檔，存档日期2004-07-17（官方網站）（日語）
- （官方部落格）（日語）
- （官方部落格）（日語）
  - （舊官方部落格）（日語）
- 官方網站 （页面存档备份，存于） - StarChild（日語）